# 越後早川站
越後早川站（日语：／ Echigo-Hayakawa eki */?）是位於新潟縣村上市早川字上鏡，東日本旅客鐵道（JR東日本）的羽越本線車站。

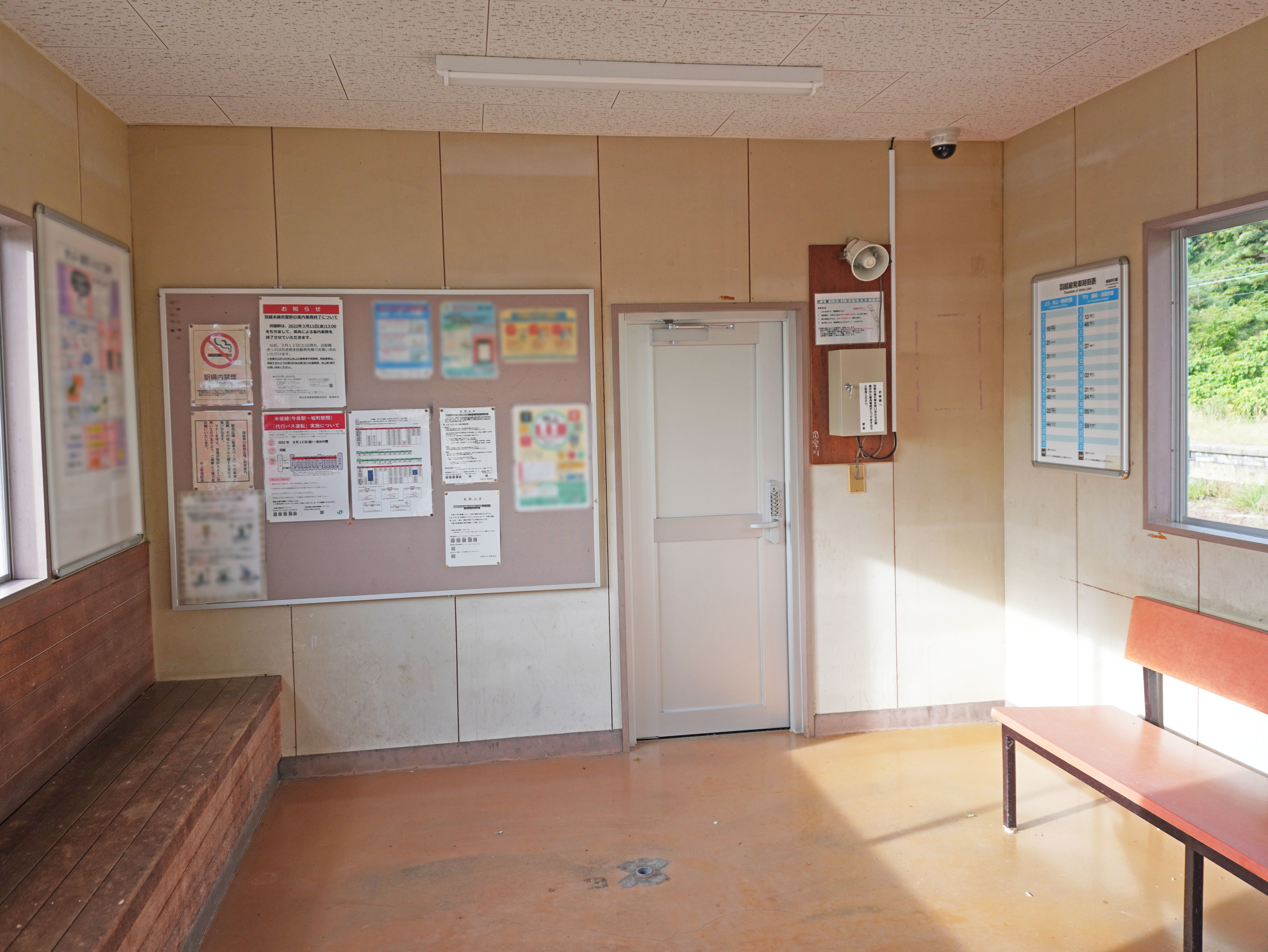
候車室内（2022年9月）

## 歷史
- 1924年（大正13年）7月31日：羽越線村上至鼠關之間開業，此站啟用。
- 1925年（大正14年）11月20日：隨著支線與赤谷線啟用，羽越線改名為羽越本線。
- 1964年（昭和39年）1月16日：終止貨物起卸業務。終止行李運送業務。
- 1972年（昭和47年）9月1日：終止行李起卸業務。
- 1987年（昭和62年）4月1日：伴隨國鐵分割民營化，車站由東日本旅客鐵道（JR東日本）營運。
- 2012年（平成24年）5月1日：設置名譽站長[1]。

## 車站構造

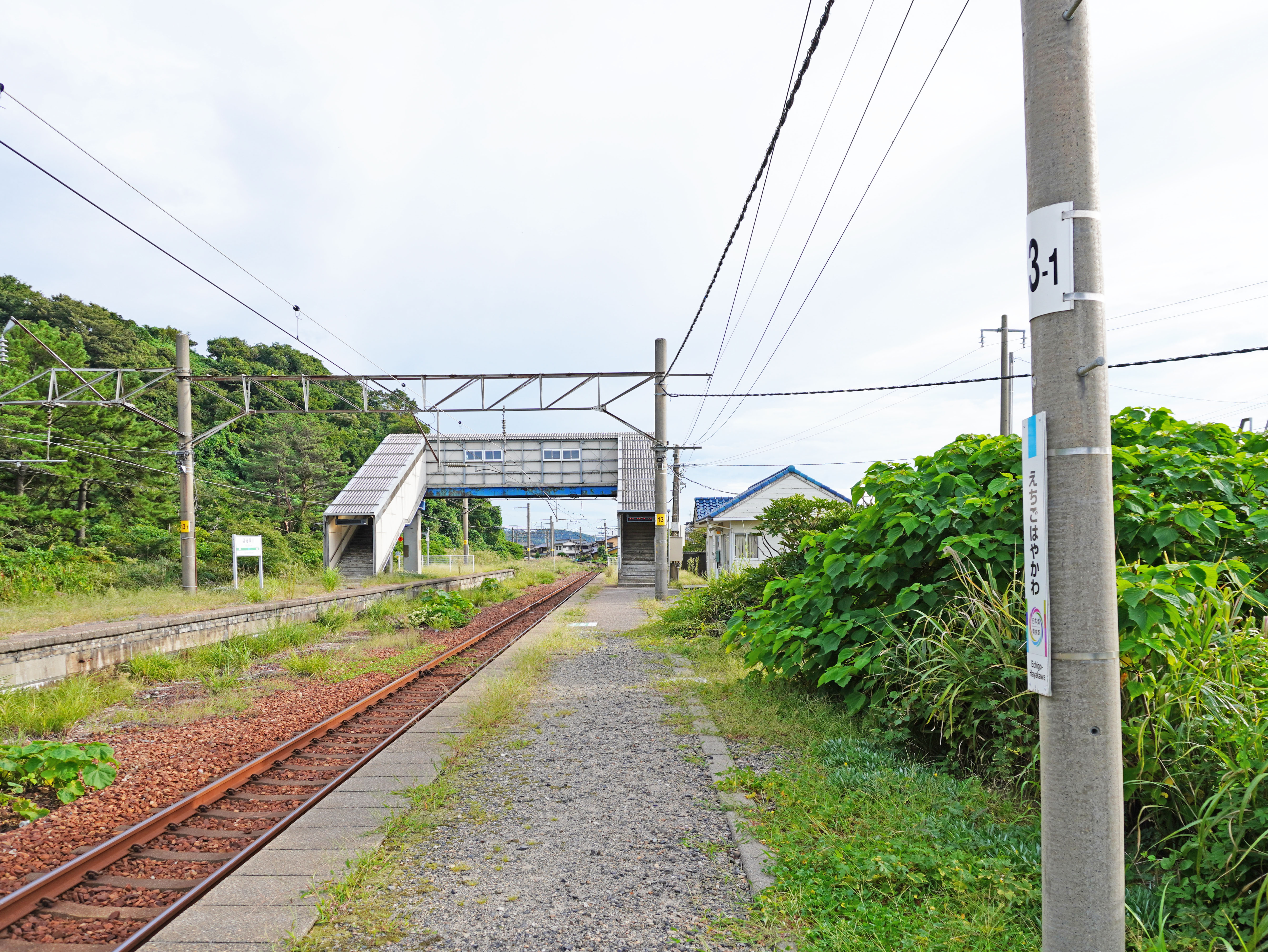
1號月台（2022年9月）

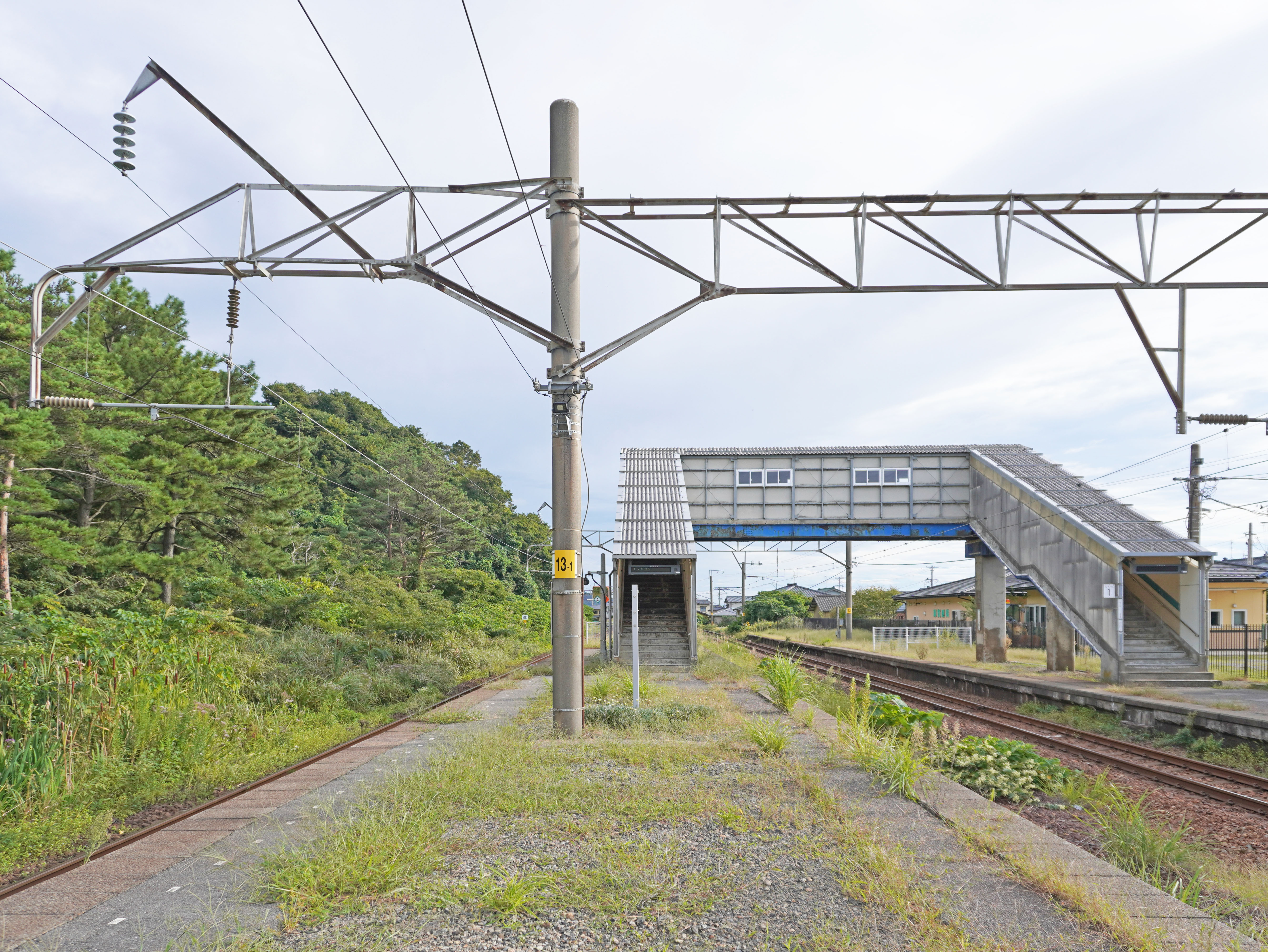
2號月台（2022年9月）

本站是地面車站，設有2面2線的單式月台。月台之間設有跨線橋連接。從前於島式月台內側設有2號月台，現時路軌已經撤走。此站是由村上站管理的無人車站。此站設有候車室，在候車室內設有自動售票機和廁所。

### 月台
| 月台 | 路線      | 上下行 | 方向           |
| ---- | --------- | ------ | -------------- |
| 1    | ■羽越本線 | 下行   | 鶴岡、酒田方向 |
| 2    | ■羽越本線 | 上行   | 村上、新津方向 |

參考

## 車站周邊

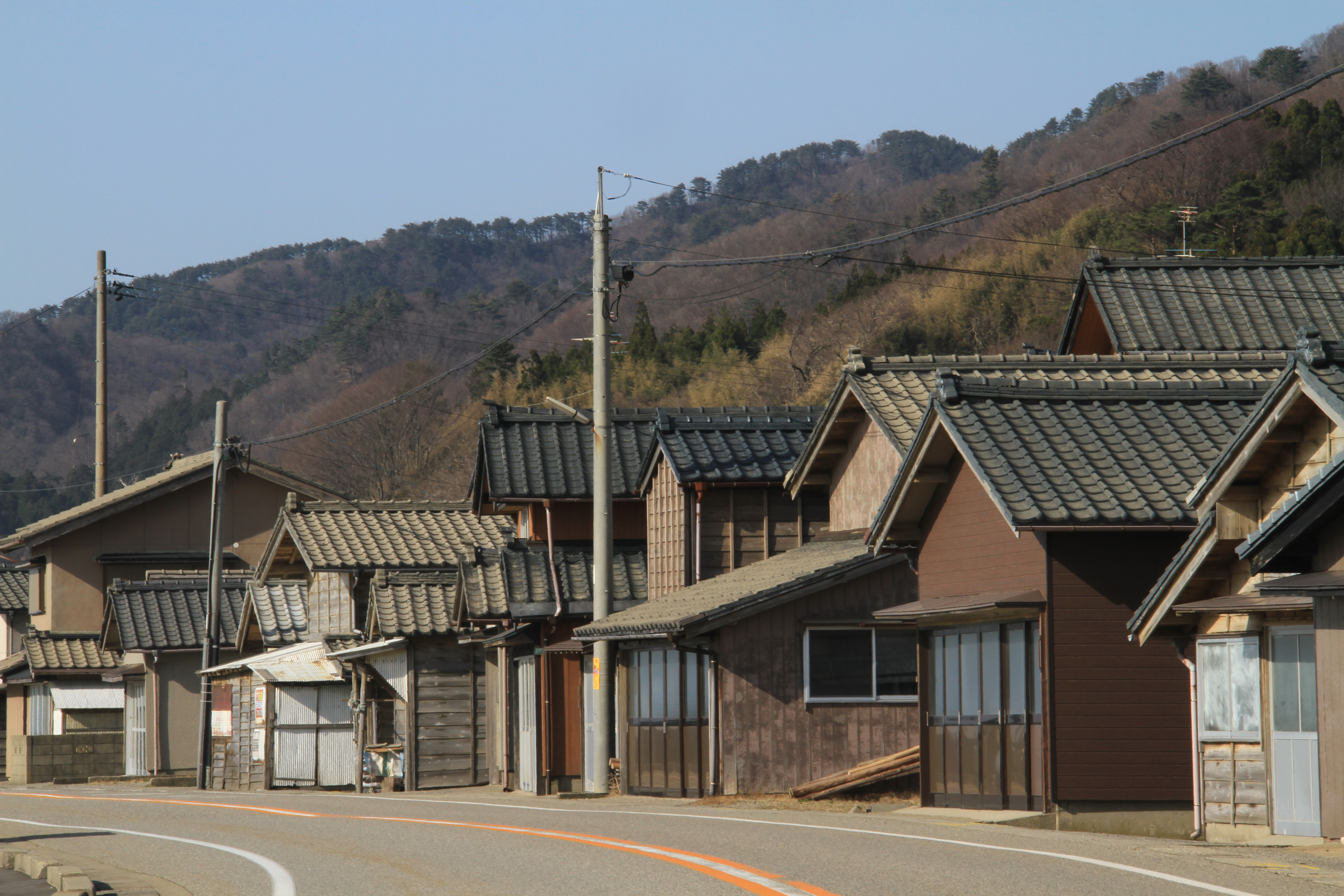
早川村落

車站西邊設有沿海道路。
- 國道345號（日语：国道345号）
- 村上警署（日语：村上警察署）早川駐守所

## 相鄰車站
東日本旅客鐵道
■羽越本線
間島－越後早川－桑川

## 注腳
1. ↑   (PDF) (新闻稿). 東日本旅客鉄道 新潟支社. 2014-04-27  [2014-10-25]. （原始内容 (pdf)存档于2012-10-14） （日语）.
2. ↑  JR東日本:駅構内図 （页面存档备份，存于）（日語）

## 外部連結
- 車站資訊（越後早川）：東日本旅客鐵道（日語）